# Victor Müller
Pour les articles homonymes, voir Müller et Victor Müller (homonymie).
Victor Christian Müller, né le 29 mars 1830 à Francfort-sur-le-Main et mort le 21 décembre 1871 à Munich, est un peintre allemand.

## Biographie
Victor Müller est le fils du médecin Christian Valentin Müller (1793-1852) et de Charlotte Schmid (1801-1890), dont la famille a fourni déjà de nombreux banquiers à Francfort. Sa sœur Sophie, disparue prématurément, est son aînée de trois ans, et son frère Theodor (qui deviendra plus tard l’ami du socialiste Ferdinand Lassalle) son cadet de cinq. Son enfance est heureuse, dans une ambiance de culture et de bienveillance. Il ne rencontre pas de résistance lorsqu’il exprime le souhait de se consacrer à la peinture et devient élève au Städelsches Kunstinstitut (dit aussi École Städel) dès 1845. Cette académie, dont le premier directeur fut Philipp Veit, est encore toute empreinte du goût des Nazaréens, et Johann David Passavant, un de ses professeurs, avait d’ailleurs fait partie de ce groupe d’artistes, qui à Rome à partir de 1801, voulurent fonder un art national allemand. A Francfort sont actifs au moment où Victor Müller est étudiant : Philipp Veit (1793-1877), Edward von Steinle (1810-1886), Friedrich Overbeck (1789-1869), Moritz von Schwind (1804-1871). Le courant « réaliste » est représenté par Jakob Becker (1810-1872), alors directeur de l'École Städel.
Comme de nombreux jeunes peintres allemands, Victor Müller complète sa formation par un séjour à l’Académie d’Anvers, qui est à cette époque le grand centre du « genre historique », tournant qu’a pris la peinture d’histoire, et dont les principaux représentants sont les Belges Louis Gallait et Edouard de Bièfve (eux-mêmes influencés par Paul Delaroche). Victor Müller sera à Anvers, de juin 1849 au printemps 1851, l’élève du baron Wappers, directeur de l’Académie et peintre de la cour de Léopold 1er, et de Josephus Laurentius Dyckmans. Malgré la découverte de Rubens et de Van Dyck, il est vite déçu par ce séjour et presse son père réticent de l’envoyer à Paris.
Ayant un peu forcé la main de ses parents, le voilà à Paris dès avril 1851. Il y retrouve un certain nombre de ses camarades peintres d’Anvers, dont Anselm Feuerbach, Wilhelm von Lindenschmit, Rudolf Henneberg, Ferdinand Heilbuth, en tout une quinzaine de jeunes artistes qui ne forment pas une véritable colonie, mais s’entraident dans la capitale française. Dès son arrivée, il est introduit dans le milieu artistique français par un ami de Francfort, Peter Burnitz. Celui-ci a sans doute été lui-même mis en rapport avec les peintres de Barbizon par Karl Bodmer, qui séjourne déjà en forêt de Fontainebleau. Victor Müller découvre dès avril 1851 l’œuvre de Courbet exposée au Salon : Un enterrement à Ornans, Paysans de Flagey revenant de la foire, Les casseurs de pierre, L’Homme à la pipe. Il reconnaît immédiatement en lui un « artiste absolument original ».
Après un bref passage dans l’atelier privé d’Ary Scheffer, Victor Müller s’inscrit à l’Académie Suisse. Chez Charles Suisse, un ancien modèle de David, on travaillait sur modèle vivant et sans correction de maître. Toutefois l’échec de deux petits tableaux qu’il destinait à une exposition à Hambourg le pousse à reprendre un apprentissage solide et il entre en 1852 dans l’atelier privé de Thomas Couture où il retrouve quelques-uns de ses compatriotes (dont Anselm Feuerbach) et où il côtoie Manet. Grâce au soutien de son maître, il expose sa première grande toile, L’Homme, le Sommeil et le Rêve, à l’Exposition universelle de Paris en 1855. Malgré les nombreux éloges dont elle fait l’objet il ne recevra pas de médaille et il est probable que par la suite la protection de Thomas Couture n’est plus aussi influente après les démêlés de celui-ci avec le puissant Comte de Nieuwerkerke, surintendant aux Beaux-Arts. Victor Müller a été remarqué, mais il n’est pas « lancé ».
L’influence de Delacroix est sensible dans un grand nombre d’esquisses et d’études du début du séjour parisien. Celle de Courbet ne se marque dans la peinture de Victor Müller qu’à partir de 1855. Dès lors on peut dire qu’il y aura deux voies entre lesquelles il n’arrivera pas à choisir : la peinture narrative, dans la tradition, qu’il pratique pour être exposé - et il l’est à l'Association d'art de Francfort à partir de 1856 - et le réalisme qui s’exprime par exemple dans Portrait d’Otto Scholderer, Torse de Jeune Fille ou Marie la Rousse.

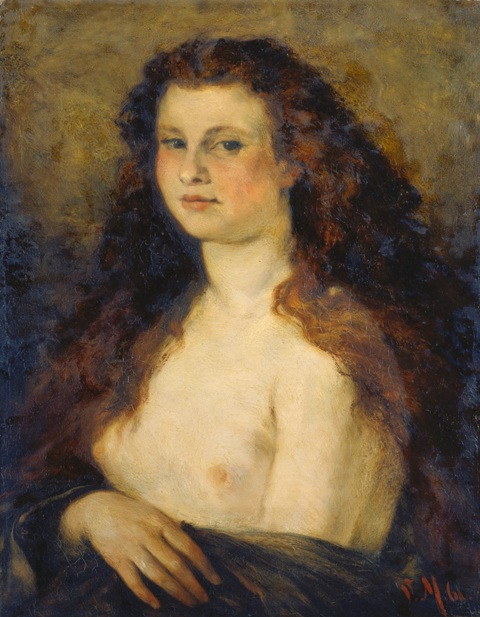
Torse de jeune fille, dit aussi Marie la Rousse (1861), Städel Museum, Francfort-sur-le-Main.

Les difficultés financières et les moments de découragement assombrissent la seconde partie de son séjour parisien. Victor Müller se lie probablement en 1857 à Ida Scholderer, la sœur du peintre Otto Scholderer qui est alors à Paris, mais les fiançailles n’auront lieu qu’en 1861 et le mariage en 1868. Cet engagement rend nécessaire une installation définitive en Allemagne, à laquelle il se résout en 1858. Mais c’est pour retrouver aussitôt à Francfort Gustave Courbet, qui y séjournera six mois et occupera un atelier dans la même maison que lui et Otto Scholderer.
Toujours à la recherche de commandes, Victor Müller accepte à Francfort quelques œuvres de décoration. Sa notoriété s’affirme après l’exposition au Kunstverein en 1863 de La nymphe des bois, un nu en grand format qui fait scandale. Mais malgré des succès évidents, dont Berta Gerson, Petite fille au chien ou Portrait de Julius Stiebel, Victor Müller estime que ses chances sont ailleurs et quitte Francfort-sur-le Main en 1865.
Il s’installe à Munich où il ouvre un atelier en ville et un autre à l’Académie, pensant avoir bientôt une charge d’enseignement qu’il n’obtiendra pas. Ses efforts pour trouver un mécène en la personne du Comte Schack, qui soutient à la fois Lenbach et Feuerbach, restent vains. Grâce à Courbet, il montre cinq toiles au Salon de Paris de 1867, et invite à son tour le grand Français à exposer au Glaspalast en 1869. Ce nouveau contact avec Courbet stimule sa production, et donne des œuvres très abouties : Salomé avec la tête de Jean-Baptiste, Jeune fille à l’orange, par exemple. Très vite il devient une autorité dans le cercle d’artistes qui gravitent autour de Wilhelm Leibl et qui prôneront la « peinture pure » : Wilhelm Trübner, Ernst Sattler, Louis Eysen, Hans Thoma. Mais pour vivre il est obligé de signer avec l’éditeur Bruckmann un contrat pour tout un cycle de tableaux illustrant l’œuvre de Shakespeare, travail qu’il ressentira comme un véritable fardeau.
Sa santé s’était dégradée dès 1865. Il meurt d’une affection cardiaque le 21 décembre 1871 à Munich. Il avait 41 ans. Hans Thoma va aider sa veuve Ida à gérer le fonds Müller qui fera l’objet d’une donation au Städel Museum de Francfort-sur-le-Main en 1938.

## Sélection d’œuvres

### 1851-1858 (Paris)
- Ludwig Bornträger, v. 1848-51, huile sur toile, 40 x 30,3 cm, Francfort-sur-le-Main, Städel Museum
- Sablière, s.d., huile sur carton, 40 x 31,5 cm, Stuttgart, Staatsgalerie
- Les cavaliers de la mort, dit aussi La Guerre, v. 1851, huile sur toile, 76,5 x 105,4 cm, Francfort-sur-le-Main, Städel Museum
- Naufragés, dit aussi L’Enlèvement, v. 1851, huile sur toile, 32,4 x 40,2 cm, Francfort-sur-le-Main, Städel Museum
- Paysage français (Vallon boisé), s.d., huile sur toile, 64,7 x 81,5 cm, Francfort-sur-le-Main, Städel Museum
- Bohème, v. 1851-1855, huile sur toile, 24 x 30 cm, Francfort-sur-le-Main, Städel Museum
- Une famille de faunes, 1851, huile sur carton, 31,8 x 41,1 cm, Francfort-sur-le-Main, Städel Museum
- Nu académique peint chez Couture, v. 1852-53, huile sur toile, 115 x 88 cm, coll. privée
- Torse de femme, v. 1853-55, huile sur toile, 76 x 70 cm, coll. privée
- L’Homme, le Sommeil et le Rêve, 1854-55, localisation inconnue
- Chevaliers et Nymphes, vers 1855, huile sur bois, 26 x 35 cm, coll. privée
- Scène dans le goût de l’Arioste, 1856, huile sur toile, 102 x 58 cm, Schweinfurt, Museum Georg Schäfer
- Promenade du soir, dit aussi Souffrance d’amour, huile sur toile, 141,5 x 88 cm, détruit
- Etude de jeune fille, dit aussi La Somnambule, vers 1856, huile sur toile, 56 x 41,7 cm, Munich, Bayerische Staatsgemäldesammlungen, Neue Pinakothek
- L’Annonce faite aux bergers, vers 1856/57, huile sur toile, 58,8 x 95,6 cm, Francfort-sur-le-Main, Städel Museum

### 1858-1865 (Francfort-sur-le-Main)
- Dame au chapeau à plume, s.d., huile sur toile, 59,8 x 46 cm, Francfort-sur-le-Main, Städel Museum
- Le Deutschherrenhaus et le vieux pont sur le Main en hiver, huile sur toile, v. 1858-59, 46,3 x 41,3 cm, coll. privée
- Autoportrait, 1861, huile sur toile, 47,5 x 37,6 cm, Francfort-sur-le-Main, Städel Museum,
- Otto Scholderer, v. 1861, huile sur toile, 36 x 48 cm, Francfort-sur-le-Main, Städel Museum
- Torse de jeune fille, dit aussi Marie la Rousse, 1861, huile sur toile, 72 x 56,5 cm, Francfort-sur-le-Main, Städel Museum
- Nymphe des bois, 1862, huile sur toile, 277,3 x 228,5 cm, Francfort-sur-le-Main, Städel Museum
- Hero et Léandre, 1863, huile sur toile, 158 x 300 cm, Francfort-sur-le-Main, Städel Museum
- Berta Gerson, 1863, huile sur toile, 104,3 x 69,5 cm, Francfort-sur-le-Main, Städel Museum
- Petite fille au chien sur une prairie, 1863, huile sur toile, 106,5 x 75,5 cm, Musée Oskar Reinhart, Winterthour
- Vénus déplorant Adonis, 1864, huile sur toile, 125,4 x 90,7 cm, Francfort-sur-le-Main, Städel Museum

### 1865-1871 (Munich)
- Daniel dans la fosse aux lions, 1867, huile sur toile, 49,5 x 70,5 cm, Francfort-sur-le-Main, Städel Museum
- Ophélie au saule, v. 1869-71, huile sur toile, 210 x 154 cm, Francfort-sur-le-Main, Städel Museum
- Salomé portant la tête de Jean Baptiste, v. 1870, huile sur toile, 78,5 x 66 cm, Berlin, Staatliche Museen zu Berlin, Alte Nationalgalerie
- Jeune fille à l’orange, huile sur toile, 39,3 x 31,9 cm, Francfort-sur-le-Main, Städel Museum
- Jeune fille aux fleurs, 1871, huile sur toile, 56,2 x 91,4 cm, Francfort-sur-le-Main, Städel Museum